# 羅啟銳
羅啟銳（英語：Alex Law Kai-Yui，1952年8月19日—2022年7月2日）是已故香港導演及編劇，其女友是香港女导演张婉婷。羅啟銳與張婉婷一同創作、製作、拍攝、導演、監製了多部香港電影和華語電影，是香港电影新浪潮的夫妻檔（實際是相戀40年的男女朋友）的導演組合，被世人稱為“雌雄大導”，二人通常會輪流擔任導演和監製。
二人自组的电影班子，拍摄了多部香港脍炙人口的经典电影，包括《非法移民》、《秋天的童话》、《七小福》、《八两金》、《我爱扭纹柴》、《宋家皇朝》、《玻璃之城》、《北京乐与怒》、《岁月神偷》等。作品多由二人自编自导，其中2009年作品《岁月神偷》夺得柏林影展的水晶熊奖，风靡全球。1987年的《秋天的童话》席卷华人影坛，夺得香港电影金像奖和台湾金马奖等多个電影奖项，1988年的《七小福》更包揽香港电影金像奖和台湾金马奖的多个奖项。九十年代的《宋家皇朝（內地名：宋家三姊妹）》，更成為中國大陸電影學院中的電影素材著名教案。羅啟銳導演的作品多渗透浓厚的香港本土情怀，题材涉猎广泛，穿越古今，以朴实的情愫表达华人社会对爱情、亲情、友情的态度。
多位香港和華人社會的超級巨星，憑藉二人執導和編劇的作品，獲得影帝影后及最佳男女配角，如周潤發、陳百強、鄭裕玲、鍾楚紅、劉嘉玲、洪金寶、張艾嘉、黎明、舒淇、毛舜筠、張曼玉、姜文、金燕玲、楊紫瓊、黃秋生、任達華、劉青雲、吳君如、湯唯、吳彥祖、陳奕迅、李治廷等等，可以說旗下作品影帝影后雲集，莊諧並重、散發濃厚香港文化特有的情懷和文藝氣息。
張婉婷與羅啟銳也擔任電影研究，以及在香港、北京、廣州、台北等地的大學中擔任電影藝術學、創意學的講師。並積極推動香港導演會和香港電影工作者聯會的工作，為香港電影和兩岸的華語電影繼續效力。
2022年7月2日，因突發性心臟病逝世。為了懷念羅啟銳，香港開電視以《永遠懷念羅啟銳》名義，於7月10日晚上9時播映1987年香港電影《秋天的童話》。

## 經歷
- 1964年，畢業於聖公會基愛小學[3]，曾獲得政府特別獎學金[4]。
- 1971年，香港拔萃男書院中五畢業。
- 1976年， 香港大學英文系﹑中文系畢業。
- 1982年，留學美國紐約大學（New York University）電影系，結識了同班同學張婉婷。
- 1984年，與張婉婷合拍《非法移民》。
- 1988年，憑電影《七小福》而獲金馬獎最佳导演。
- 1986年，憑電影《秋天的童話》而獲香港電影金像獎最佳編劇。
- 2010年，憑電影《歲月神偷》獲第60屆柏林影展最佳影片水晶熊獎。
- 2010年，憑電影《歲月神偷》獲第5屆香港電影導演會年度大獎 年度傑出導演。
- 2010年，憑電影《歲月神偷》而獲香港電影金像獎最佳編劇。
- 2022年7月2日，因突發性心臟病逝世，享壽70歲。[5]雖然羅啟銳和張婉婷生前沒有正式註冊結婚，但是張婉婷仍有送他最後一程和協助其身後事。

## 電影作品
| 年份   | 電影名稱                          | 職務       | 備註                     |
| 1985年 | 非法移民                          | 編劇、策劃 |                          |
| 1986年 | 殺妻二人組 （页面存档备份，存于） | 編劇       |                          |
| 1986年 | 警賊兄弟                          | 編劇       |                          |
| 1987年 | 一屋兩妻                          | 編劇       |                          |
| 1987年 | 秋天的童話                        | 編劇       | 香港電影金像獎：最佳編劇 |
| 1987年 | 美男子                            | 編劇       |                          |
| 1987年 | 標錯參                            | 編劇       |                          |
| 1988年 | 一妻兩夫                          | 編劇       |                          |
| 1988年 | 七小福                            | 導演、編劇 |                          |
| 1989年 | 八兩金                            | 編劇、策劃 |                          |
| 1991年 | 豪門夜宴                          | 演員       |                          |
| 1992年 | 我愛扭紋柴                        | 導演、編劇 |                          |
| 1992年 | 戰神傳說                          | 編劇       |                          |
| 1997年 | 宋家皇朝                          | 編劇       |                          |
| 1998年 | 碧血藍天                          | 監製、編劇 |                          |
| 1998年 | 玻璃之城                          | 監製、編劇 |                          |
| 2001年 | 北京樂與路                        | 監製、編劇 |                          |
| 2003年 | 1:99電影行動——我的飞行家族        | 導演       |                          |
| 2003年 | 龍的深處：失落的拼圖              | 執行監製   |                          |
| 2009年 | 歲月神偷                          | 導演、編劇 | 香港電影金像獎：最佳編劇 |
| 2015年 | 三城記                            | 編劇       |                          |

## 音樂作品
| 年份   | 歌曲名稱       | 詞/曲           | 演唱 | 備                                                                             |
| 2008年 | 給電影人的情書 | 羅啟銳 / 李宗盛 | 蔡琴 | 中國電影 誕生一百週年紀念 宣傳主題歌（收錄於蔡琴2008年發行的音樂專輯《不悔》） |

## 獎項
- 2024年：2023年度香港電影導演會年度大獎 - 榮譽大獎

## 外部連結
- 羅啟銳的新浪微博
- 羅啟銳的新浪博客
- 羅啟銳在互联网电影资料库（IMDb）上的資料（英文）（英文）
- 在AllMovie上羅啟銳的頁面（英文）
- 羅啟銳在香港影庫上的簡介
- 羅啟銳在豆瓣上的资料（简体中文）
- 羅啟銳在时光网上的簡介（简体中文）